# سوزوهيكو كاواساكي
سوزوهيكو كاواساكي (من مواليد 13 يوليو عام 1925) هي رسامة يابانية.

## حياة مهنية
ولدت هذه الرسامة سوزوهيكو كاواساكي في شينجوكو، طوكيو. والدها هو كوتورا كاواساكي.
درست سوزوهيكو كاواساكي على يد كاي هيغاشياما.
اشتدت حرب المحيط الهادئ عندما كانت سوزوهيكو كاواساكي طالبة في مدرسة طوكيو للفنون الجميلة.